# エスワティニの行政区画
エスワティニの地方行政区分は4地方 (Region) に分けられている。地方の下には59の郡（Tinkhundla）がある。

## 地方

エスワティニの地方

エスワティニにおける地方（英語: Region）は、第一級行政区画である。首長は国王が任命し、地方議会の議員は郡から選出される。2005年の新憲法までは地区（District）と呼ばれていた。
| # | 地方             | Region     | 中心都市     | 面積 （km²） | 人口 （2017年国勢調査） |
| - | ---------------- | ---------- | ------------ | ------------ | ----------------------- |
| 1 | ホホ地方         | Hhohho     | ムババーネ   | 3,569        | 320,651                 |
| 2 | マンジニ地方     | Manzini    | マンジニ     | 4,070        | 355,945                 |
| 3 | ルボンボ地方     | Lubombo    | シテキ       | 5,945        | 212,531                 |
| 4 | シセルウェニ地方 | Shiselweni | ンランガーノ | 3,779        | 204,111                 |

独立以前は6地区があった。以下は、1946年国勢調査に記載されている地区である。
1. ブレーマースドルプ（Bremersdorp） - 人口は26,600人。1960年にマンジニへ改名。
2. Hlatikulu - 人口は64,444人。
3. マンカイネ（英語版）（Mankayane） - 人口は28,916人。
4. ムババーネ（Mbabane） - 人口は22,090人。
5. ピッグズ・ピーク（Pigg's Peak） - 人口は22,187人。
6. シテキ（Siteki） - 人口は20,978人。

1963年12月、これまで6つあった地区は4つへ再編され、現在と同じ形となる。この際にマンカイネ地区はマンジニ地区へ、ピッグズ・ピーク地区はホホ地区へ統合された。1980年（またはそれ以前）にシセルウェニ地区の首府がHlatikuluからンランガーノへ変更された。2005年憲法で呼称は地区から地方へと変更された。
なお行政とは別に観光振興を目的にした地域（Region）が存在する。数は5つで、各地域がそれぞれ固有のテーマを持っている。

## 郡
郡（スワジ語: Inkhundla、複数：Tinkhundla、ティンクンドラ）は、エスワティニの第二級行政区画である。2018年以降、全土で59郡ある。各地の首長区をまとめたもので、民主的で住民参加型の行政区画とされる。また各郡はエスワティニ議会の代議院（下院）議員を1人選出しており、選挙区としての役割を持っている。
郡は1977年にソブーザ2世によって初めて設置された。背景には第二次世界大戦の戦争経済からの復興と、国家の安全および安全保障戦略があるとされる。初めの郡の合計は22郡で、国王に任命された元軍人が統治した。だが郡の会議に参加しない人が多かったため、1979年に40郡へ増やされた。1993年、王子らから成る境界策定委員会の勧告を受け、55郡となった。2005年憲法では役割が拡大し、将来は地方自治体となることが定められた。2018年1月28日、既存の2郡が合併し、新たに5郡が追加された。
地方別の郡数
- ホホ地方：15郡
- マンジニ地方：18郡
- ルボンボ地方：11郡
- シセルウェニ地方：15郡

| ホホ地方 1. Hhukwini 2. ロバンバ（Lobamba） 3. Madlangempisi 4. Mayiwane 5. 東ムババーネ郡（Mbabane East） 6. 西ムババーネ郡（Mbabane West） 7. Mhlangatane 8. Motjane 9. Mphalaleni 10. Ndzingeni 11. Nkhaba 12. Ntfonjeni 13. ピッグズ・ピーク（Pigg's Peak） 14. Timphisini 15. Siphocosini | マンジニ地方 1. Ekukhanyeni 2. Kwaluseni 3. Lamghabi 4. Ludzeludze 5. Mafutseni 6. Mahlangatja 7. Mahlanya 8. Mangcongco 9. 北マンジニ郡（Manzini North） 10. 南マンジニ郡（Manzini South） 11. Mhlambanyatsi 12. Mkhiweni 13. Mthongwaneni 14. Ngwenpisi 15. Nhlambeni 16. Nkomiyahlaba 17. Ntondozi 18. Phondo |

| ルボンボ地方 1. Dvokodvweni 2. Gilgal 3. Lomahasha 4. Lubuli 5. Lugongolweni 6. Matsanjeni North 7. ムルメ（Mhlume） 8. Mpholonjeni 9. Nkilongo 10. Siphofaneni 11. Sithobela | シセルウェニ地方 1. ゲゲ（Gege） 2. ホセア（Hosea） 3. クブタ（Kubuta） 4. ラブミサ（Lavumisa） 5. Maseyisini 6. Mashayekhatsi 7. Matsanjeni South 8. Mtsambama 9. Ngudzeni 10. Nkwene 11. Sandleni 12. 第一シセルウェニ郡（Shiselweni I） 13. 第二シセルウェニ郡（Shiselweni II (Mbangweni)） 14. Sigwe 15. Zombodze |

## 首長区
首長区（スワジ語: Umphakatsi 複数：Imiphakatsi、英語: Chiefdom）は、郡の下にある伝統的地方区分である。合計は385（時期不明、おそらく2018年以前）。族長や王子らによって管理されている。
地方別の首長区数
- ホホ地方：97
- マンジニ地方：101
- ルボンボ地方：87
- シセルウェニ地方：100